# Мале дихання резервуару
«Мале дихання» резервуару (рос. “малое дыхание” резервуара; англ. inconsiderable reservoir breathing; нім. geringe temperatur- und druckbedingte Verlagerung f von Luft- und Luft-Dampf-Gemischen im Erdölspeicher) — процес переміщення повітря і пароповітряної суміші в резервуарах для зберігання рідин, які легко випаровуються (нафти, нафтопродуктів та ін.) у результаті зміни температури повітря і атмосферного тиску. В першому випадку (температурне «М.д.») внаслідок підвищення температури в денний час доби в резервуарі спостерігається випаровування легких фракцій нафти (нафтопродуктів), яке зумовлює підвищення тиску в його газовому просторі. Коли тиск у резервуарі стає рівним тискові, при якому спрацьовує дихальний клапан, пароповітряна суміш витісняється в атмосферу — «видих». Зниження т-ри в нічний час доби викликає конденсацію нафтових парів, у газовому просторі резервуара утворюється вакуум. При перевищенні його допустимої величини до резервуара через дихальний клапан надходить атмосферне повітря — «вдих». Клапан спрацьовує також при зниженні і підвищенні атмосферного тиску (барометричне «М.д.»).
Малі дихання резервуарів відбуваються при зміні температурного режиму зберігання нафти: при підвищенні денної температури або при зміні технологічного процесу підігріву, збільшується тиск насичених парів вуглеводнів, що знаходяться в газовому просторі резервуара, і частина їх виходить в атмосферу. В нічний час, при охолодженні газового простору резервуара відбувається зворотній процес — відкривається дихальний клапан і повітря входить всередину резервуара.
Промислові дослідження підтверджують, що сумарна масова втрата вуглеводнів лише при зберіганні та підготовці нафти може досягти 2 — 3 % від загального її видобутку.
Основними методами зменшення або повної ліквідації втрат легких фракцій вуглеводнів при зберіганні нафти є:
1. Повна герметизація резервуарів, експлуатація їх з підвищеним внутрішнім тиском чи вакуумом;
2. Ліквідація газового простору резервуара;
3. Вловлювання та використання парів вуглеводнів, які виходять в атмосферу.
В практиці нафтовидобутку резервуари високого тиску, які практично повністю запобігають втратам вуглеводнів, не застосовуються. Ліквідація газового простору резервуарів типу РВС досягається шляхом використання плаваючих покрівель або понтонів. Такі пристрої плавають на поверхні рідини, рухаються разом з нею вверх-вниз і створюють достатню ізоляцію нафти та нафтопродуктів від зовнішнього повітряного середовища. Втрати вуглеводнів при їх використанні зменшуються на 70 — 80 %. Певне застосування такі конструкції знаходять у великих резервуарних парках магістрального транспорту нафти та на базах зберігання і постачання нафтопродуктів і при використанні резервуарів значних об'ємів (РВС — 5000 — 20000).

## Примітка
Розрізняють Велике дихання резервуару — це його закачування і спорожнення та Мале дихання резервуару — температурні розширення рідини.